# Hakluyt Society

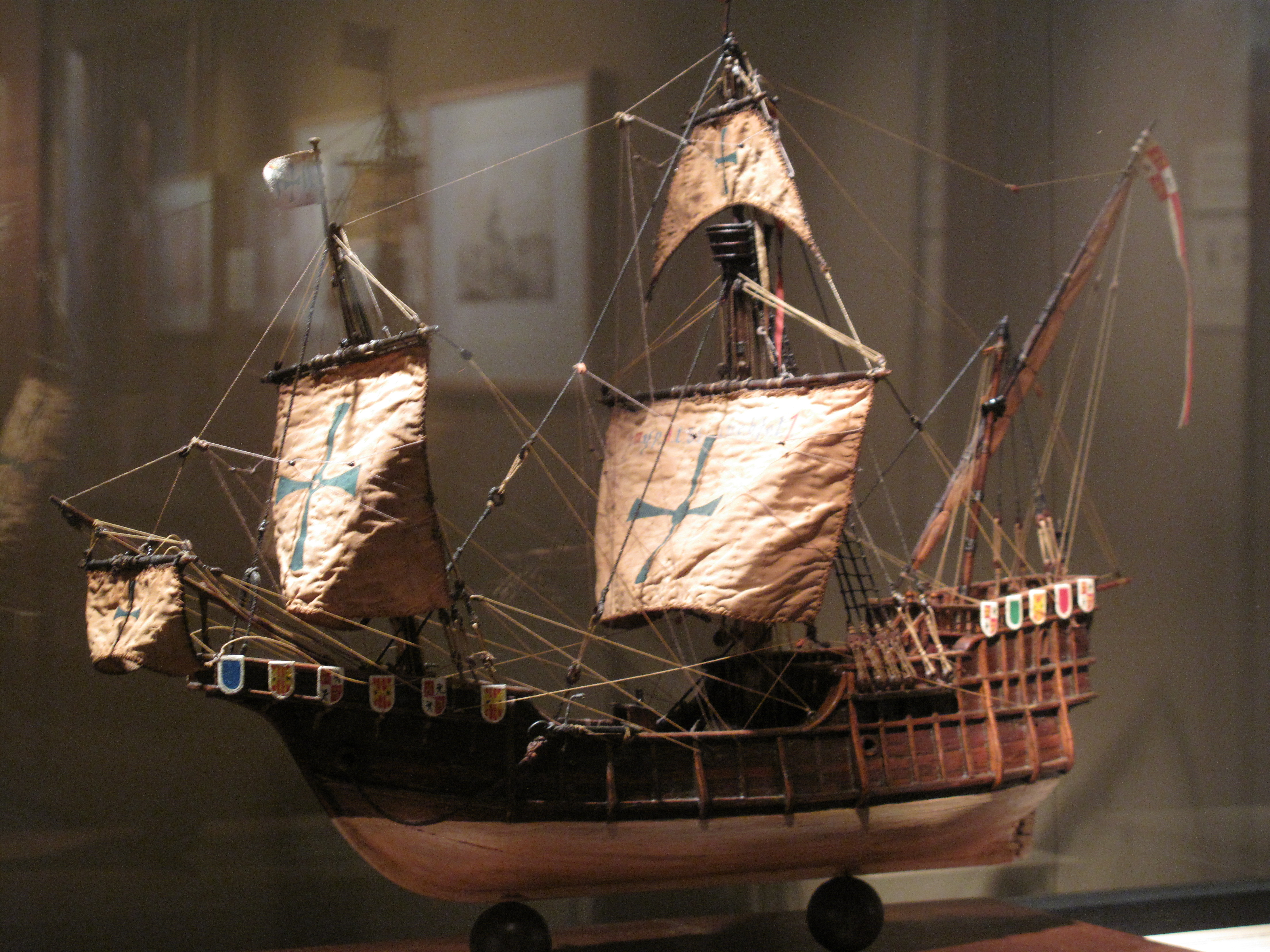
Modelo conjectural do Nao Victoria usado por Juan Sebastián Elcano para circunavegar o mundo pela primeira vez. Modelador Serafin Murugarren (1955)

A Hakluyt Society é uma associação sem fins lucrativos, com sede em Londres, que se dedica ao estudo e publicação de descrições de viagem e de exploração geográfica e de outros documentos importantes para a historia mundial. Notabilizou-se pela publicação de textos da época da expansão europeia pelo mundo, em geral identificada pela época dos Descobrimentos.
A Hakluyt Society foi fundada em 1846 em honra de Richard Hakluyt (1552-1616), um bibliófilo e editor inglês, embora pertencente a uma família de origem galesa, que se especializou na publicação de narrativas de viagem e de obras de carácter geográfico relacionadas com o Império Britânico.
A principal actividade da sociedade é a publicação de obras que possam constituir fontes primárias para o estudo de viagens de descoberta e exploração realizadas em qualquer parte do Mundo. Nessas obras estão incluídos trabalhos sobre geografia, etnologia e história natural. Todos os trabalhos são publicados em língua inglesa.
A Hakluyt Society já publicou mais de 200 obras, em cerca de 350 volumes, incluindo obras sobre as viagens de, entre outros, os seguintes navegadores e exploradores: ibne Batuta, Fabian Gottlieb von Bellingshausen, Cieza de Leão, John Cabot, Cristóvão Colombo, Cosme Indicopleustes, James Cook, Vasco da Gama, Semyon Dezhnev, Francis Drake, Humphrey Gilbert, Jean-François de La Pérouse, Ludwig Leichhardt, Ma Huan, Olaus Magnus e George Vancouver.
Associada à Hakluyt Society, e por altura da celebração dos 150 anos da Sociedade, foi fundada em 1996, na John Carter Brown Library da Brown University, uma associação designada The American Friends of the Hakluyt Society. John Carter Brown (1797-1874), um abastado comerciante de Rhode Island e patrono daquela universidade, foi o primeiro americano a ser sócio, em 1846, da Hakluyt Society.
A inscrição na Hakluyt Society é livre, tendo os sócios o direito de receber, contra o pagamento da quota estabelecida, as obras editadas no período.